# Čau čau
Čau-čau je pas koji je vekovima bio na kineskom dvoru. Kineski carevi držali su ga kao čuvara, lovačkog psa, ali da bi veličali svoju moć i bogatstvo. Negovale su ga sluge specijalno obučene samo za njih. Od njegove dlake tkali su se tepisi, a od kože pravila odela. Nažalost, čau-čau se nalazio često i na dvorskoj trpezi, pa je služio i za jelo. Sumrak kineskih careva povlači sa sobom i smanjenje broja ovih pasa, pa su se mnogi od njih našli kod bogatih trgovaca i plemstva. Međutim, za vreme kineske Kulturne revolucije ovi psi gotovo da su bili uništeni. Zahvaljujući budističkim kaluđerima, kao i onim primercima koji su se našli u Evropi, a kasnije i u Americi, rasa je uspela da opstane.

## Pametni nežni flegmatik
Čau-čau je veoma inteligentan, pronicljiv, samostalan i veran. To je pas sa svojstvenim izražajnim karakterom. On ne trpi grubosti. Njega ne smete tući, jer ćete ga tako zauvek izgubiti. Sa njim uvek mora lepo da se ophodi, ali tako da mu se ipak stavi do znanja da ste vi vođa, a on podređeni. Odgovora mirnim osobama, jer ne zahteva duge šetnje niti sportska takmičenja, a nije uvek ni spreman za igru. Normalne pseće igre kao što su bacanje loptice, `aport`, preskakanje prepona itd, ne spadaju u igre čau-čaua, a takođe i igranje sa drugim psima. On se drži svog vlasnika i nezainteresovano prolazi pored drugih pasa, pa čak i ljudi. Njega nikada nećete videti kako prilazi nepoznatoj osobi veselo mašući repom i pokazujući znake privrženosti. On će se, dakle, prema nepoznatima ponašati veoma rezervisano. Kada uzimate ovog psa morate imati na umu da on i vlasnik sklapaju jednu vrstu `braka` sa uzajamnom vernošću za ceo život. Čau-čau je potpuno i zauvek odan samo jednom gospodaru i, ako ga izgubi, nikome više neće biti veran jer za drugu ljubav nije sposoban. Onaj ko zadobije njegovo poverenje može biti sasvim siguran u njegovu nepokolebljivost i vernost.

## Vernost iznad svega
Čau-čau je pas koji je vrlo čist i bez mirisa. Vrlo retko laje i to obično u slučaju potrebe. Rođeni je čuvar i tome ga ne treba ga posebno. Ima raskošno krzno tako da svojom pojavom podseća na lava. Čau čau ne voli vodu. Naročito treba voditi računa da sa mukom pliva jer mu tada krzno puno oteža od vode pa se može čak i udaviti. Kupa se dva do tri puta godišnje mada ni to nije neophodno jer se čau-čau sam liže i pere kao mačka. Jednostavno, ovaj pas voli da bude čist i uredan. Čau-čau je veoma snažan i mišićav. Veoma je ponosan i gord pas. Interesantna je legenda o njegovom plavom jeziku koji ga i čini toliko različitim od drugih rasa. Navodno, kada je nastajao svet i kada su zvezde usađivane u nebo, padali su mnogi komadi neba na zemlju. Jedini pas koji je smeo da dodirne te komade neba bio je čau-čau. Zato on i danas, po drevnom predanju, ima plav jezik.Kao što je već napomenuto, ljubav i vernost ovog psa su ogromni. Zato i nije preterano kada se kaže da ovoj rasi savršeno odgovara izreka `Veran kao pas`.

## Pas mali lav
Čau-čau je jedna od najstarijih rasa pasa. Postoje podaci da je još u miocenu [od 28 . do 12. miliona godina p. n. e.] došlo do ukrštanja jedne vrste šamija i medveda i da je tako nastala ova rasa čiji dopunjeni standard iz 1987. godine objavljujemo. Čau-čau spada u skuplje rase pasa jer je redak i teško se razmnožava, a i dok ne odraste treba dosta uložiti u njega pošto punu zrelost i snagu dostiže tek sa tri godine. Ovo nikada nije bio pas kojeg su gajile široke narodne mase i, ma koliko to možda nekom zvučalo elitistički, treba reći da je to bio i ostao pas `odabrane` grupe ljudi. Krajem 18. veka prvi primerci čau-čaua stigli su do Engleske. U prvo vreme su ih držali u zoološkim vrtovima, da bi kasnije postali pravi kućni ljubimci. Krajem 19. veka rasa počinje da zauzima i značajno mesto na izložbama, a 1894. godine rasa dobija sadašnje ime što u slobodnom prevodu znači - jestivi pas. Prvi klub ljubitelja ovih pasa osnovan je 1. jula 1895. g. pod pokroviteljstvom gospođe Faudel Phillips koja je osnovala i prvu odgajivačnicu čau-čaua i prva počela sa njihovim upisivanjem u rodovne knjige. Iako čau-čau potiče iz Kine, patronat nad tom rasom ima Engleska. Zbog toga je i trenutno važeći standard broj 205 i izdala Engleska. Danas se primenjuje dopunjeni standard koji je objavljen 20. februar 1989. g.

## Standard
KLASIFIKACIJA: Čau-čau spada u petu F.C.I. grupu - špic tipu i primitivnom tipu rase; sekcija peta - Azijski špicevi i srodne rase bez radnog ispita.
OPŠTI IZGLED: Aktivan pas, zbijen, proporcionalan, lavljeg izgleda, dostojanstvenog i ponosnog držanja, dobre Grade.
KARAKTERISTIKE: Miran pas, dobar čuvar, plavo-crnog jezika, jedinstven po svom krutom hodu.
TEMPERAMENT: Samostalan, odan ali distanciran.
GLAVA: Lobanja ravna i velika, njuška umereno duga, nosna pečurka je velika i debela, crna, izuzev kod krem i skoro belih pasa kod kojih je svetle boje i kod plavih i riđih kod kojih je dozvoljena ista boja kao što je boja krzna.
OČI: Tamne, u obliku badema, dosta male. Kod riđih i plavih primeraka dozvoljena je ista boja očiju kao što je i boja krzna.
UŠI: Male, blago zaobljenih vrhova, nošene uspravno, dobro razmaknute, usmerene ka napred.
USTA: Zubi snažni i dobro poređani, vilice su jake, makazast zagriz, čeljust pravilna i kompletna. Jezik je plavocrn, kao i usne i nepca.
VRAT: Snažan, ne suviše kratak.
PREDNJE NOGE: Plećke su mišićave i iskošene. Noge su ravne, umerene dužine sa dobrim kostima.
TELO: Grudni koš je veliki i dobro razvijen. Rebra su zaobljena, leđa kratka, ravna i snažna.
ZADNJE NOGE: Mišićave, potkolenice. nikada nisu povijene ka napred.
ŠAPE: Male, oble, nalik mačjim.
REP: Visoko usađen i nošen sasvim na leđima.
HOD: oskudan, ukočen i neprirodan.
DLAKA: Duga ili kratka.
a) Duga dlaka je gusta, prava i vrlo bogata.
Pokrovna dlaka je oštrija, sa mekom i vunastom poddlakom. Dlaka je gušća na vratu gde
obrazuje grivu.
b) Kratka dlaka je gusta, prava i nije polegla već je uspravna i čupava.
BOJA: Jednobojno krzno crno, crveno, plavo, riđe, krem ili prljavo belo, mestimično nijansirano, ali ne pegavo ili višebojno. Ispod repa i zavesica na butinama su često svetlije nijanse.
VELIČINA: Mužjaci od 48 do 56 cm, a ženke od 46 do 51 cm. Kratkodlaki čau-čau je izvorni tip, a dugodlaki je nastao selekcijom. Ukoliko se međusobno pare kratkodlaki i dugodlaki, kratko krzno je dominantnije. Kratkodlaki čau-čau ima duboku i jaku crvenu boju koja se ne nalazi kod dugodlakih, za koju se smatra da je osnovna, izvorna boja.
Čau-čau su doneseni na teritoriju današnje SCG pre petnaestak godina. Najpre su se pojavili u Vojvodini, a potom u Srbiji. Prva legla registrovana su u Vojvodini 1987, a u Srbiji 1990. godine. Do današnjih dana registrovano je preko 400 čau-čaua u našoj zemlji.

## Mongolija kao prapostojbina
U Mongoliji, [u to vreme] divljoj zemlji retke naseljenosti, trgovački i kulturni centri bili su manastiri. Upravo tu su budistički monasi uspeli da sačuvaju rasu čau-čau kada je u Kini nastupila neopisiva glad i siromaštvo, koji se vezuju za poslednje decenije vladavine dinastije Tang. Monasi su odgajali plave pse ove rase i oni su bili namenjeni za stražu i nadgledanje stada. Sve do 18. veka Evropa nije znala za Čau-čaue, da bi prvi primerci, kao kuriozitet, bili uvezeni na Zapad od strane mornara iz kompanije East Indian. Godine 1780. sveštenik White pažljivo je opisao u svojoj knjizi `The natural history and antiquities of Selbourne` dva šteneta poreklom iz Canton-a, koja su pripadala jednom mladom gospodinu iz East Indian Company: `... zadnje šape su prave bez ikakvih krivina na kolenima. Njihove oči su crne, male i prodorne; u unutrašnjosti usta i labrnje su iste boje, kao i jezik koji je plav`. Po svemu sudeći, bili su to prvi čau-čau koji su dospeli u Englesku. Nešto kasnije čau-čau su počeli da se pojavljuju na izložbama ali pod nazivom Chinese Edible Dog [jestivi kineski pas] i Chinese Dog da bi posle ta imena bila zamenjena sada aktuelnim. Jedan od prvih odgajivača-izlagača bio je W.K.Taunton koji je 1880. godine na izložbi Kennel Club-a predstavio javnosti ženku zvanu Chinese Puzzle. Međutim, ni danas se ne zna da li je to bio primerak čiste rase ili proizvod nekakvog ukrštanja sa primercima čau-čaua pogotovu što je u katalogu te izložbe, umesto rase, zabeleženo samo `uvoz iz Kine`. Ali, o poreklu i čistoti psa Chang, kojeg je izložio princ del Galles 1881. godine, više nije bilo sumnje. Godine 1890. g. Temple je započeo odgoj ove rase i njegova odgajivačnica Leyswood beše prva koja je bila u potpunosti posvećena ovoj. Prvi zvanični standard rase bio je formulisan na bazi morfologije šampiona Chow VIII koji je oštenjen 1890, a koji je uvezen direktno iz Kine od g-đe Bagshaw. Ovaj pas je postao šampion 1893. g. Uskoro je g. Temple, sa grupom istomišljenika, 1. jula 1895. osnovao i prvi klub ove rase. Naredne godine je Kennel Club, a povodom druge klupske izložbe, usaglasio statut manifestacije šampionata tako da je rasa čau-čau, kao i klub njihovih poklonika, ubrzo bili i zvanično priznati.
Tako su tamne i misteriozne godine za rasu čau-čau postale samo ružna prošlost. Mnogi veliki zaljubljenici u pse su počeli da vode računa o rasi koja je krenula da napreduje i da se pojavljuje po izložbenim ringovima širom Velike Britanije. Mnogi odgajivači, vlasnici i pre svega famozni čau-čau beležili su svake godine vidne napretke rase. Među njima svakako treba pomenuti Lady Granville Gordon sa Blue Blood'-om, koji je sigurno predak svih današnjih plavih čau-čaua, zatim g-đicu Casella sa šampionkom Tien, kćerkom Singapore Boy-a kojeg je direktno uvezao iz Kine g. Burgess, zatim g-đu Rawson sa Bertolinaom koja je parena sa velikim psom Chow VIII, Chow IIIg-đu Scaramanga koja je uvezla jednog od prvih crnih čau-čaua zvanog Hak Kwhy, g-đu Moore sa šampionom Red Craze i g. Sawtell-a sa šampionom Shylock-om. Chow VIII, veliki šampion, uginuo je u desetoj godini života. Nekoliko meseci kasnije, u magazinu Kennel Club Gazette, njemu u čast, bio je posvećen članak. Autorka, g-đa Moore, tada je napisala: `Šteta što nije bio balsamovan i izložen u Kennel Club-u ili u Britanskom muzeju kao uzor kako bi jedan čau-čau trebalo da izgleda i to uprkos činjenici da ni on nije bio idealnog tipa.`

## Pohod na Evropu
Rochow Dragoon Posle Prvog svetskog rata za rasu je nastupilo vreme velikog sjaja. Neki od velikih predstavnika svoje rase potvrdili su svoje uspehe i zbog toga se i danas pamte. Šampion Pusa of Amwell, odgojen kod lady Faudel Phillips, dao je veliki podstrek razvoju rase. Gospodin Scriven postigao je izuzetne rezultate sa svojim čau-čauom u Mulfras Kennel-u. Između dva velika rata pojavio se i sjajni šampion Akbar, vlasništvo g-đe Peck. Njegov sin, šampion Choonam Brilliantine, pobedio je na sedam šampionata u Engleskoj pre nego što je bio izvezen za Sjedinjene Države. Šampion Rochow Dragoon, g. Roch-a `carovao` je u ringovima dobar broj godina sa svojom drugaricom iz odgajivačnice, takođe šampionkom Rochow Akbella-om.

## Literatura
- Wilcox, Charlotte (1999). Chow Chow. Capstone. стр. 4—5. ISBN 978-0-7368-0159-1. Приступљено 4. 5. 2013.

## Spoljašnje veze
- www.hafici.cz Архивирано на веб-сајту  (3. октобар 2013) - informace o tomto plemeni